# Triana Alonso
Triana Alonso (* 28. April 1998) ist eine peruanische Leichtathletin, die sich auf den Sprint und Hürdenlauf spezialisiert hat.

## Sportliche Laufbahn
Erste internationale Erfahrungen sammelte Triana Alonso im Jahr 2014, als sie bei den Jugendsüdamerikameisterschaften in Cali mit 26,83 s in der ersten Runde im 200-Meter-Lauf ausschied, während sie über 100 m Hürden in 14,62 s den siebten Platz belegte. Im Jahr darauf gewann sie bei den Juniorensüdamerikameisterschaften in Cuenca in 15,21 s die Silbermedaille im 100-Meter-Hürdenlauf und schied mit 12,58 s im Vorlauf über 100 m aus. Kurz darauf schied sie bei den Jugendweltmeisterschaften in Cali mit 14,62 s in der Vorrunde über die Hürden aus. 2018 belegte sie bei den Ibero-Amerikanischen Meisterschaften in Trujillo in 12,53 s den achten Platz im 100-Meter-Lauf und erreichte nach 14,59 s Rang sechs über die Hürden. Zudem siegte sie in 46,76 s mit der peruanischen 4-mal-100-Meter-Staffel. Ende September wurde sie dann bei den U23-Südamerikameisterschaften in Cuenca in 46,34 s Vierte in der 4-mal-100-Meter-Staffel. Im Jahr darauf klassierte sie sich bei den Südamerikameisterschaften in Lima mit 46,60 s auf dem fünften Platz in der 4-mal-100-Meter-Staffel und in der 4-mal-400-Meter-Staffel erreichte sie nach 3:42,74 min ebenfalls Rang fünf. Anschließend schied sie bei den Panamerikanischen Spielen ebendort mit 12,38 s in der Vorrunde über 100 m aus, kam in der 4-mal-100-Meter-Staffel nicht ins Ziel und wurde in der 4-mal-400-Meter-Staffel in 3:45,54 min Neunte. 
2020 wurde Alonso peruanische Meisterin im 200-Meter-Lauf.

## Persönliche Bestleistungen
- 100 Meter: 12,15 s (−0,6 m/s), 22. Juni 2019 in Cali
- 200 Meter: 24,76 s (+1,0 m/s), 14. April 2019 in Cuenca
- 100 m Hürden: 14,20 s (0,0 m/s), 13. April 2019 in Cuenca